# Rocío Verdejo
Rocío Verdejo (* 20. Jahrhundert in Tampico, Tamaulipas) ist eine mexikanische Schauspielerin.

## Leben
Ihre erste kleine Filmrolle erhielt sie in dem Drama El tesoro del Pilar (2000) und im selben Jahr bekleidete sie auch eine Nebenrolle in der Fernsehserie Ellas, inocentes o culpables.
2004 hatte sie erstmals eine bedeutendere Nebenrolle in dem mehrfach nominierten und ausgezeichneten Film Matando Cabos, in dem Tony Dalton, Ana Claudia Talancón und Pedro Armendáriz junior die Hauptrollen spielten.
2008 war sie eine der von Regisseur Pete Travis ausgewählten mexikanischen Darsteller für den Film 8 Blickwinkel mit Dennis Quaid in der Hauptrolle.
Sie spielte auch in mehreren Telenovelas, darunter jeweils mehr als eine Folge in Capadocia (2008, 5 Episoden) und Paramedicos (2012, 13 Episoden).

## Filmografie (Auswahl)
- 2004: Matando Cabos
- 2007: Mosquita muerta
- 2008: 8 Blickwinkel (Vantage Point)
- 2008: Kada kien su karma
- 2008: Arráncame la vida
- 2010: 180 Grados
- 2010: Desafío
- 2011: Ella y el Candidato
- 2012: Espacio interior
- 2012: Two Hundred Thousand Dirty